# Фортнайт
Фортнайт (англ. fortnight, от др.-англ. fēowertēne niht = англ. fourteen nights — четырнадцать ночей) — единица измерения времени, равная двум неделям, то есть 14 суткам (точнее, 14 ночам). Единица широко используется в Великобритании и Австралии, и очень редко в США.
1 фортнайт = 2 недели = 14 суток = 336 часов = 20 160 минут = 1 209 600 секунд.

## История
Первое упоминание слова «фортнайт» для обозначения единицы времени, равной двум неделям, отмечено у Тацита (56—117 н. э.) в труде «Германия». В 11-м разделе Тацит описывает, что древние германцы считали время не на дни, а на ночи. Собрания старейшин проводились регулярно либо в полнолуние, либо в новолуние, так как именно это время считалось благоприятным для рассмотрения дел. Этот промежуток времени (feowertyne niht) между собраниями также использовался как единица измерения времени.
Соответственно, фортнайт как промежуток времени между полнолунием и новолунием изначально равнялся половине синодического месяца (таким образом: 1 фортнайт ≈ 14,765294 средних солнечных суток). Позже такое значение фортнайта забылось и он стал рассматриваться ровно как 14 суток.

## Микрофортнайты
В операционной системе VMS некоторые конфигурационные параметры были определены в микрофортнайтах (одна миллионная фортнайта или приблизительно 1,2096 секунды). Миллифортнайты (около 20 минут) и нанофортнайты (1,2096 миллисекунды) также иногда используются в вычислительной технике, как правило, для того, чтобы специально усложнить и запутать. Цель такого использования разработчики объясняют тем, чтобы пользователь не менял важные параметры бездумно, а сначала попытался понять, что они означают.